# 侗笛
侗笛，侗族吹奏乐器。竹制，上端劈开竹皮，两端用细竹条垫高并用竹篾缠绕固定，距上端吹嘴5厘米处开一哨孔，将竹片夹在哨孔下端形成簧哨。全长约30——40厘米，竖吹，管身开六个按音孔，音量较大，音域可达十度（b——d2）。吹奏时可用口鼻循环换气，使声音连绵不断。还有人用鼻孔吹奏，边吹边唱。侗笛一般在夜间吹奏，小伙子“会姑娘”时，一吹一和，可用于伴奏“小歌”（笛子歌）或独奏。